# Cecília Lemes
Cecília Lemes de Bortoli (São Paulo, 10 de abril de 1960) é uma atriz e dubladora brasileira. É conhecida por ser a segunda voz a personagem Chiquinha (María Antonieta de las Nieves) no seriado Chaves.

## Carreira
Cecília começou a carreira no filme A Marca da Ferradura em 1969. Na ocasião, não aceitou que sua personagem fosse dublada por outra pessoa, sendo seu ingresso na dublagem.
É mais conhecida por ter dublado Chiquinha de Chaves, trabalho pelo qual ganhou o Prêmio Yamato de Melhor Dubladora de Coadjuvante na redublagem da série em 2006, na mesma série dublou  Malicha e Paty, e ganhou a oportunidade de dublar Chiquinha e Dona Neves, substituindo  Sandra Mara em 1990.
Seus trabalhos mais conhecidos são: Ritsuko em Neon Genesis Evangelion, Coração Rosa em Ursinhos Carinhosos, Karen em Bob Esponja, Fran em Nanny, Grace em Will & Grace. Também dublou Anri em Jaspion, Cassidy em Pokémon, personagens de Maria Antonieta de las Nieves em Chapolin Colorado, Harriety em Super Vicky, Ana Pimentinha na série homônima, Morticia em A Família Addams, Norma Arnold em Anos Incríveis, Ran Tsukikage em Ran, The Samurai Girl, Artemis em Os Cavaleiros do Zodíaco: Prólogo do Céu e Donna Noble em Doctor Who ganhou o Prêmio Yamato na categoria Melhor Dubladora de Coadjuvante – Escolha do Público por este último. Pela sua carreira como dubladora ganhou o Troféu Anime Dreams entregue durante Prêmio Yamato. Dublando filmes, ela é conhecida por ser a dubladora de atrizes como Julianne Moore, atuando em Ensaio sobre a Cegueira e As Horas, Julia Roberts, Sandra Bullock, Andie McDowell, Joan Cusack, Jamie Lee Curtis e Bridget Fonda.
Como atriz, Cecília trabalhou no programa da TV Paulista, o Zás Trás, A Grande Gincana na TV Record, Sessão Tic Tac na Rede Excelsior e Gente Inocente na Rede Tupi. Atuou também nos filmes Regina e o Dragão de Ouro e A Herdeira Rebelde. Trabalhou no teatro, em peças como Ricardo III, O Mais Belo dos Paraísos e A Turma do Tong-Tong.

## Dublagens
- Coração em Ursinhos Carinhosos[1]
- Kei Yamaji/Himenin Emiha (Megumi Sekiguchi) em Jiraya[1]
- Deusa Artemis em Os Cavaleiros do Zodíaco: Prólogo do Céu[1]
- Yamato/Cassidy em Pokémon[1]
- Polly Puro-Sangue em O Show do Vira Lata
- Ana Pimentinha em Ana Pimentinha
- Isis em Yu-gi-Oh!
- Mitzie em O Pequeno Urso
- Paula Persimmon em Dream Productions[9]